# Adolf von Becker
Adolf von Becker (Helsinki, 14 agosto 1831 – Vevey, 23 agosto 1909) è stato un pittore finlandese.

## Biografia
Adolf von Becker.
studiò diritto e, parallelamente, frequentò la Scuola di disegno dell’Associazione delle Arti di Helsinki. Si laureò dunque in giurisprudenza nel 1853, per poi divenire tirocinante presso la Corte d'Appello di Turku. Continuò comunque l'attività artistica disegnando costantemente, finché fece la conoscenza e fu allievo di Robert Wilhelm Ekman, che lo convinse ad iscriversi all'Accademia reale di belle arti di Danimarca. Becker accettò, seguì i corsi dell'Accademia e ne uscì diplomato nel 1856.
.
Due anni più tardi ottenne una presentazione per studiare a Parigi presso l'atelier di Thomas Couture, ma l'impatto con la vita della grande città cosmopolita lo mise fortemente a disagio. Lasciò quindi Parigi e si iscrisse all'Accademia di belle arti di Düsseldorf. Dopo qualche tempo, però, il livello degli studi di questa Accademia gli apparve assai deludente e decise pertanto di tornare a Parigi..
Nel 1860 Thomas Couture chiuse il suo atelier. Adolf von Becker si iscrisse allora all'École des Beaux-Arts, dove seguì i corsi di Félix-Joseph Barrias, Ernest Hébert, Léon Cogniet e Léon Bonnat, fino al 1865. L'anno seguente decise di intraprendere un viaggio in Italia e, durante l'estate, soggiornò a
Roma e a Firenze.

Nel 1868 tornò in Finlandia, chiamato a prendere il posto di Magnus von Wright, docente di disegno nell'Università di Helsinki. Fu nominato Professore, però, solo nel 1879.

Nel frattempo creò la sua scuola d'arte privata, nella quale furono suoi allievi diversi artisti che ebbero una brillante carriera e una notorietà internazionale. In particolare le pittrici Helene Schjerfbeck, Ellen Thesleff, Maria Wiik, Elin Danielson Gambogi, Helena Westermarck e Akseli Gallen-Kallela.
Negli ultimi anni del secolo un gruppo di giovani artisti prese di mira la visione conservatrice di von Becker attaccandola pubblicamente. È possibile che questo fatto sia stata una delle ragioni che lo spinsero ad abbandonare la Finlandia. Più tardi anche alcuni dei suoi ex-allievi ne criticarono l'impostazione pittorica, dimenticando quanto essi avevano imparato da lui durante i primi anni della loro carriera. Fra gli artisti della nuova generazione e von Becker nacquero quindi alcune controversie, come, ad esempio, a proposito del padiglione finlandese all'Expo di Parigi del 1889, ma, proprio durante l'Expo, Albert Edelfelt e Ville Vallgren si schierarono in difesa di von Becker, di Walter Runeberg e di Berndt Lindholm.
Nel 1892, von Becker raggiunse l'età della pensione e lasciò l'Università per ritornare a Parigi. Ma gli inverni parigini erano troppo freddi per un uomo della sua età, ed egli, nel 1904, preferì stabilirsi a Nizza, sulla calda costa mediterranea. Durante una vacanza a Vevey Adolf von Becker si spense, all'età di 78 anni.

## Opere principali
- Sceicco arabo, 1863
- Il gatto e il topo, 1864
- Ragazzo sullo slittino, 1870
- Famiglia con cane e gatto davanti al focolare, 1871
- Madre e bimbo nella stanza, 1871
- Allattando il bambino, 1874
- Bimbi che giocano, 1876
- Ragazza col gatto, 1879
- Madre e figlio (Äiti ja pojka), Ateneo di Helsinki,(1934)
- L'esperto d'arte, 1880
- La ragazza con la bambola, 1895
- Donne di campagna, 1895, – Museo d'arte moderna, Emma
- Paesaggio del sud, 1897
- Meditazione, 1899
- Suora italiana, 1901
- Interno francese
- Io sono un bimbo
- Pescatore con la barca presso il fiume
- Giovane mamma, (1904)
- Il riposo, (1904)

Opere nel catalogo dell'Ateneo di Helsinki (1912):
- 22. Uno scienziato del passato (100 × 81 cm), Parigi, 1862
- 23. Giovane con gatto (46 × 58 cm), (1863)
- 24. Gatto dormiente (33 × 41 cm), 1864
- 25. La famiglia del ciabattino del paese, (46 × 38 cm), 1868
- 26. Ragazza che cuce,(32 × 24 cm), 1869
- 28. Il ponte di Asnières dopo l'assedio di Parigi, (44 × 65 cm), 1871
- 29. La presentazione del bambino (49,5 × 61,5 cm)
- 30. A caccia (109 × 90 cm), 1880
- 597. Autoritratto (35 × 27 cm)

## Galleria d'immagini

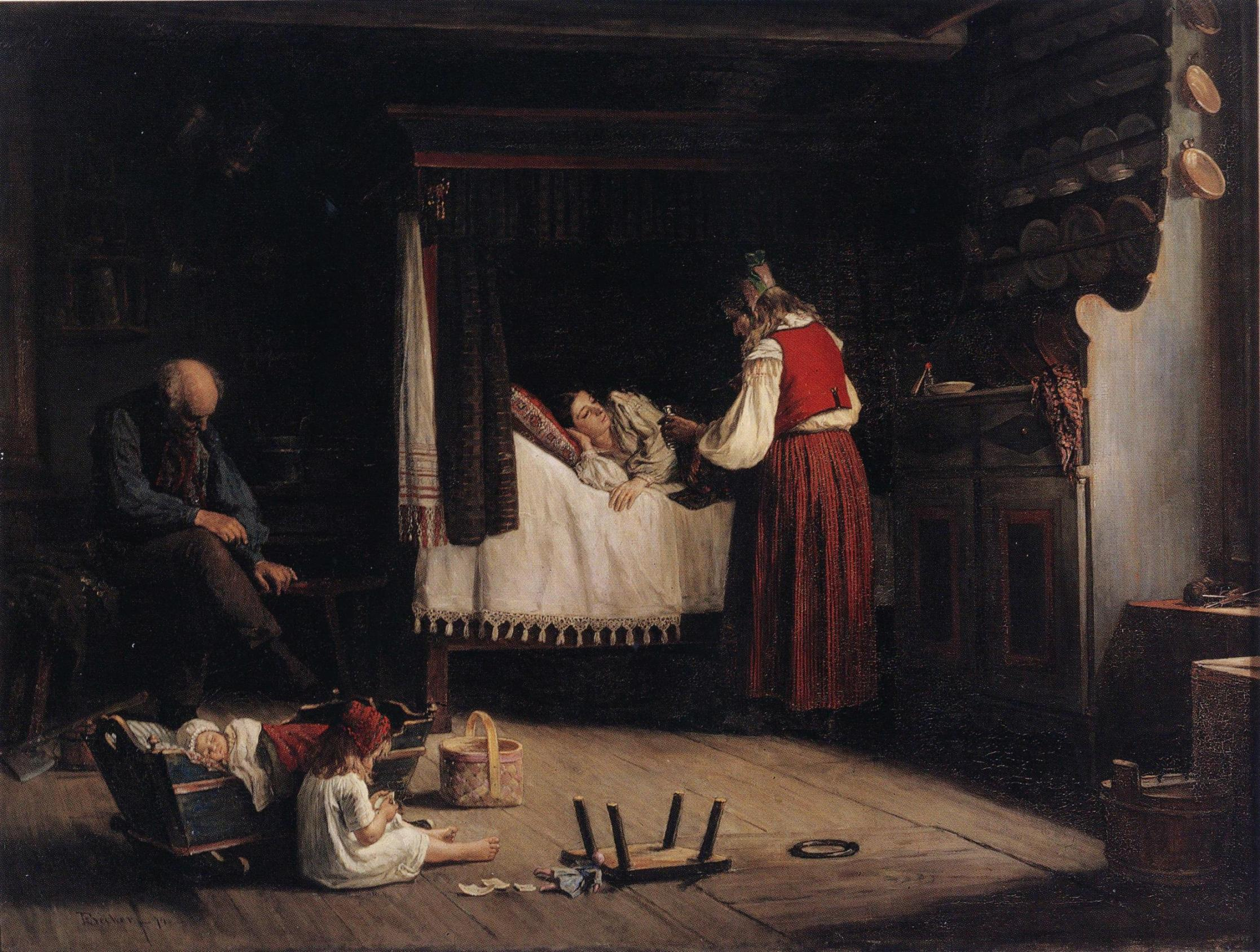
Giovane mamma
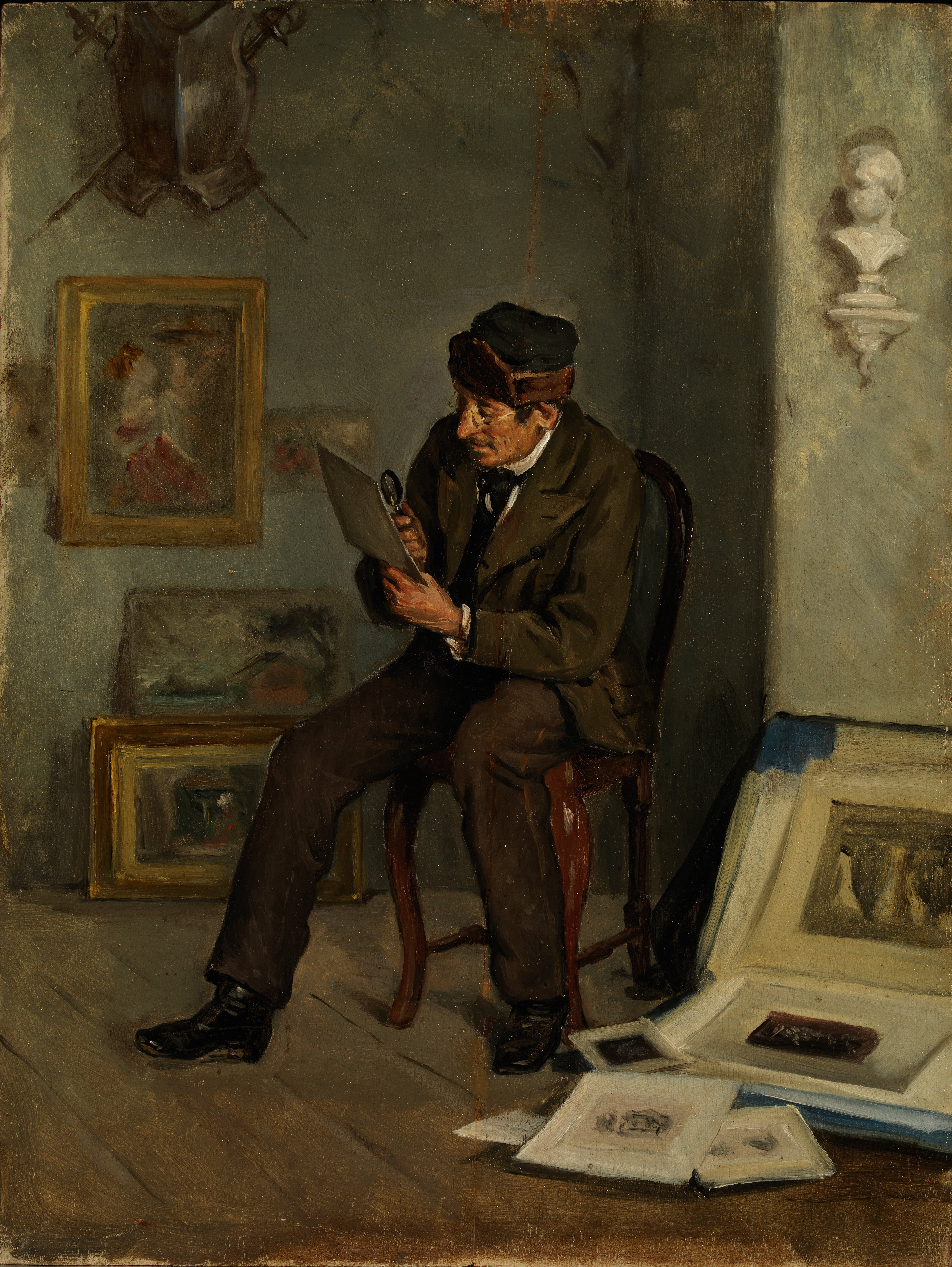
L'esperto d'arte
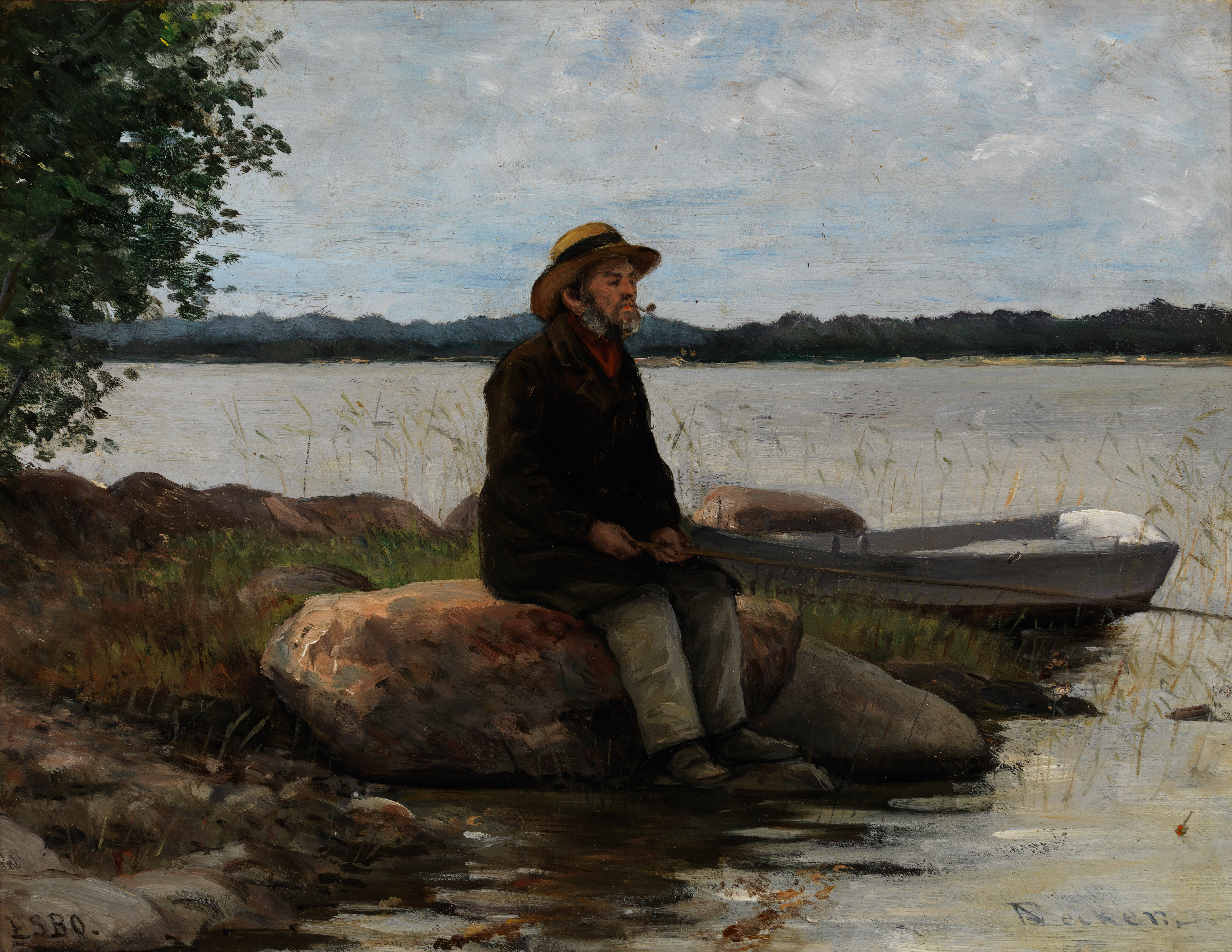
Il pescatore
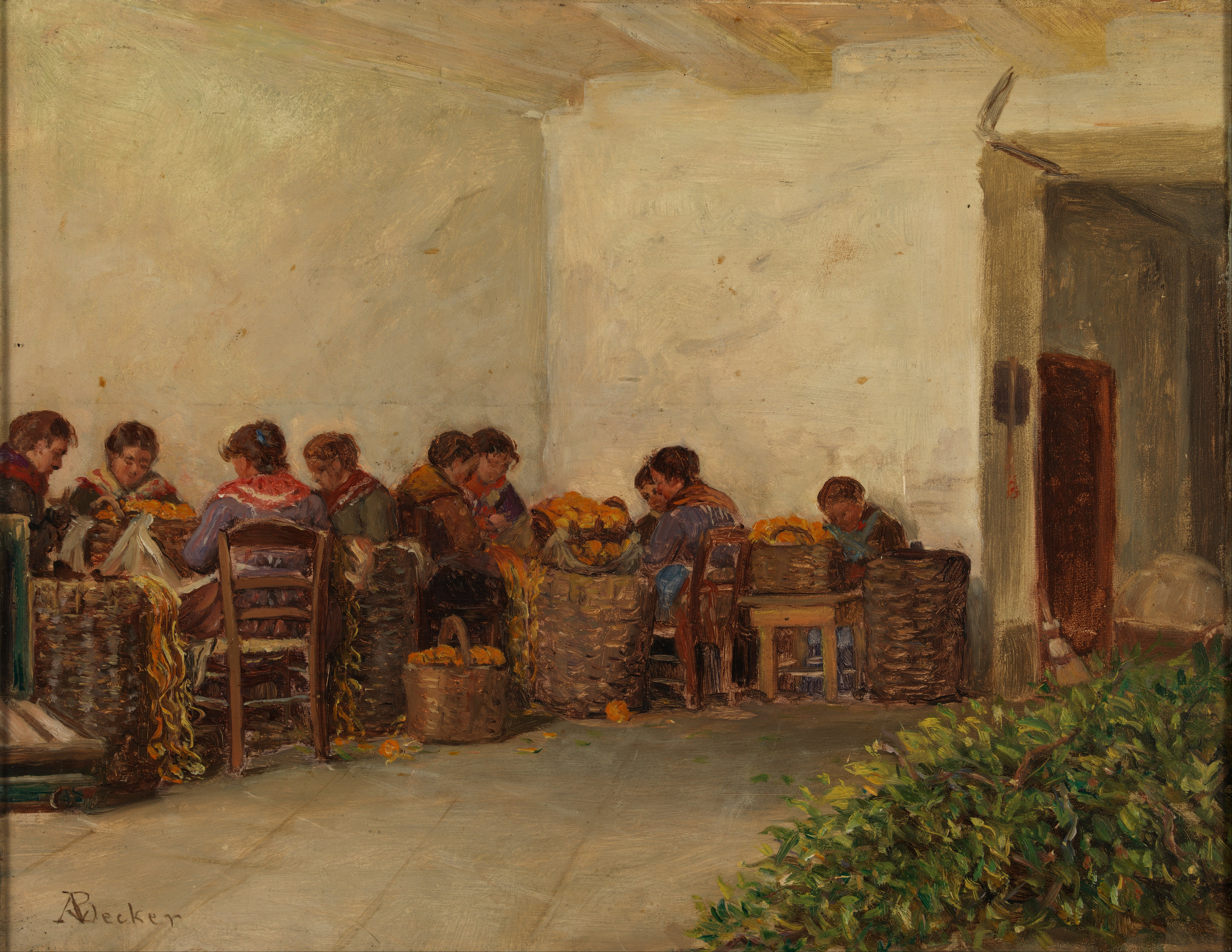
Donne di campagna
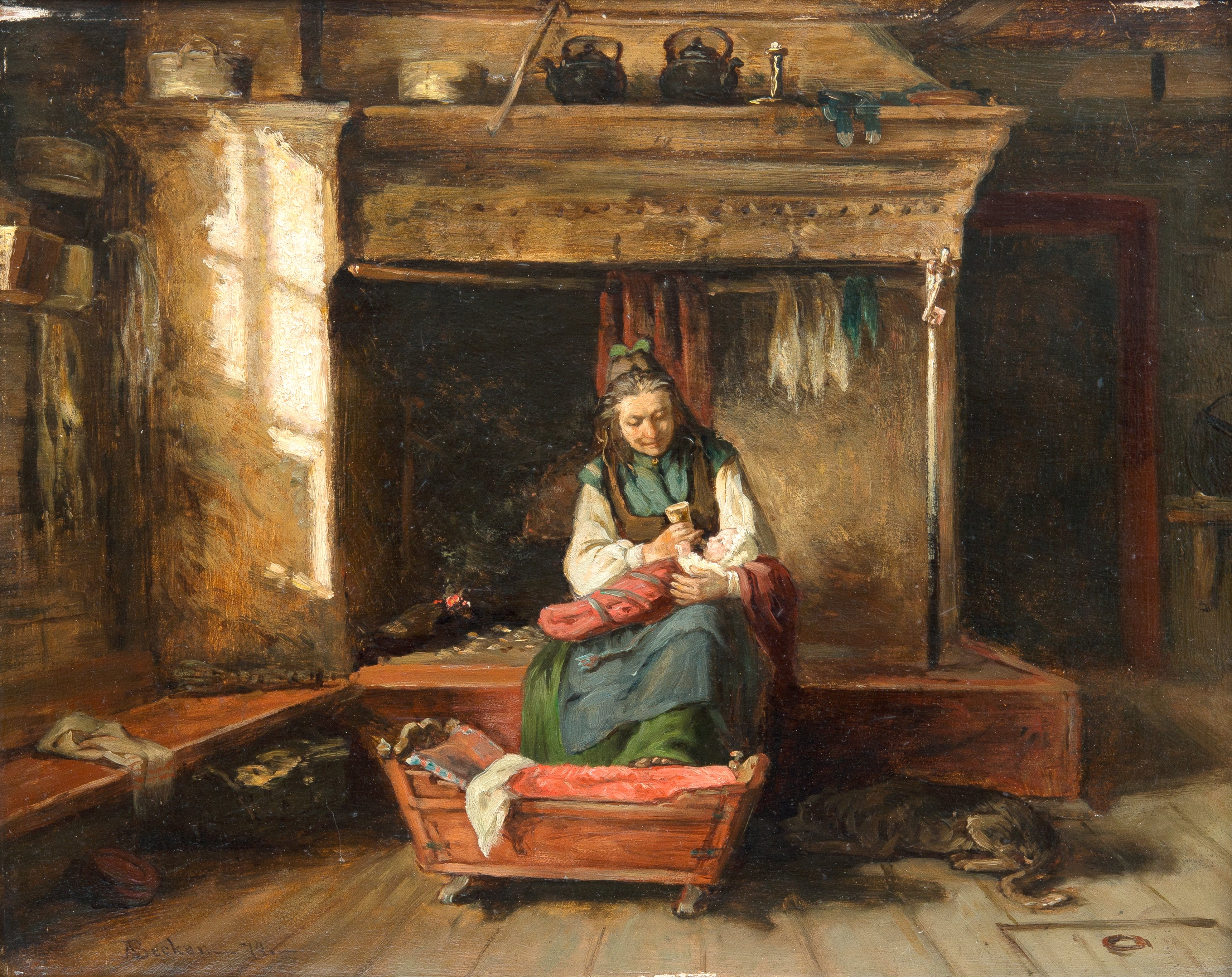
Allattando il bimbo